# Maria Obretin
Maria Obretin (n. 4 ianuarie 1978, Călărași, Călărași, România) este o actriță română de film, scenă, televiziune și voce.

## Biografie
A urmat școala elementară și secundară, apoi Liceul Mihai Eminescu în orașul natal. Decisă de a deveni actriță încă de la 6 ani și jumătate, a intrat la Facultatea de Litere din București, secția limbi clasice, pentru a aștepta creativ și instructiv trei ani, întrucât dorea să fie în clasa profesoarei Sanda Manu. A intrat la actorie din prima încercare și a terminat facultatea în 2003, la clasa profesorilor Sanda Manu și Ion Cojar. A continuat cu un masterat la clasa profesorului Adrian Pintea în perioada 2003 - 2006.
În 2005 s-a numărat printre membrii fondatori ai Teatrului Desant, o entitate teatrală, creația unui grup de tineri oameni de teatru, actori, regizori, designeri de decoruri și costume, sunetiști, etc.
Ca actriță de scenă a jucat pe scenele multor teatre, dar și pe scenele teatrului independent.

## Actriță de scenă
- 2003 - Teatrul Act[5] – Norocul îi ajută pe cei îndrăzneți de Franz Xaver Kroetz, regie Gianina Cărbunariu, coregrafie Carmen Coțofană⁠(d), scenografie Radu Andrei — cu actorii Rolando Matzangos, Maria Obretin, Luminița Gheorghiu, Coca Bloos [6]
- 2003 - Teatrul Luni de la Green Hours – Stop the Tempo de Gianina Cărbunariu, cu Paula Gherghe⁠(d) și Rolando Matsangos.
- Noi 4 – spectacol de Lia Bugnar[7]

## Filme artistice[8]
- 2005 – DN 1A — soția
- 2012 – Vaca finlandeză — film scurt (20 de minute), cu Toma Cuzin și Maria Obretin[9]
- 2013 -– Funeralii fericite — invitata #2
- 2013 – Carmen — asistenta
- 2015 – București NonStop — Dora
- 2016 – A Quiet Place (Un loc liniștit) de Ronny Dörfler⁠(d), cu Mădălina Craiu⁠(d), Oana Rusu⁠(d), Șerban Pavlu și Maria Obretin — film prezentat la Berlinale 2016 [10]
- 2016 – 6,9 pe scara Richter, regie Nae Caranfil — Kitty
- 2017 – Octav, regie Serge Ioan Celebidachi — Vera
- 2018 – Călugărița, regie Corin Hardy — Sora Abigail

## Seriale de televiziune
- Umbre (2014 - 2019, toate cele 3 sezoane) — rolul principal feminin Gina, soția lui Relu, mamă și gospodină,[11] [12][13]
- Vlad (2021, sezonul 4) - rolul feminin Fira
- Clanul (2023, sezonul 2) - Sofia Tobă soția lui Sandu Tobă Constanteanu

## Actriță de voce
- 2014 – Coconut, micul dragon (Coconut The Little Dragon - 3D) — personajul Adele (versiunea română)
- 2015 – Minionii (Minions) — Regina Angliei (versiunea română)
- 2015 – Monster High: Boo York, Boo York — personajul Toralei (versiunea română)
- 2010 – Teen Days — Kaylee